# Meritites I
| mr · r | t · t · f | s |

| mr · r | t · t · f | s |

Meritites I fue una reina de la cuarta dinastía del Antiguo Egipto. Era la esposa de Jufu (más conocido por su nombre griego Keops) y madre de Kauab, Baefra, Dyedefhor y Meresanj II. Durante largo tiempo se creyó que era hija de Seneferu, pero actualmente los egiptólogos lo dudan. Sus nombres y títulos se han encontrado en una puerta falsa y en los relieves de la doble mastaba G 7110-7120 de Guiza. También parecen referirse a ella en una puerta falsa encontrada en la capilla de la pirámide de Keops, así como en otros fragmentos encontrados en los alrededores.

## Familia
En los títulos de Meritites se mencionan tres faraones:
- Grande en alabanzas de «Snofr»: este título indujo a creer que era hija de Seneferu, pero actualmente se piensa que era una dama de la Casa Jeneret.
- Grande en alabanzas de Keops: el llevar el mismo título con ambos reyes ha hecho pensar que quizá fuese una esposa menor de Seneferu, que pasó a la Casa de Jufu al morir aquel. Meritites debía ser muy joven entonces, ya que dio al menos dos hijos a Jufu.
- Venerable con Jafra: lo que prueba que estaba viva cuando este faraón alcanzó el trono.

Uno de los hijos mencionados fue una niña llamada Hetepheres II, según se lee en la puerta falsa de su mastaba. Hetepheres, fue esposa sucesivamente de Kauab, Dyedefra y Anjaf; Con Kauab fue madre de Meresanj III, esposa de Jafra (Kefrén).  
El segundo hijo seguro de Jufu y Meritites fue el futuro faraón Jafra. La filiación se deduce del título Venerable con Jafra, así como que falleció durante su reinado.

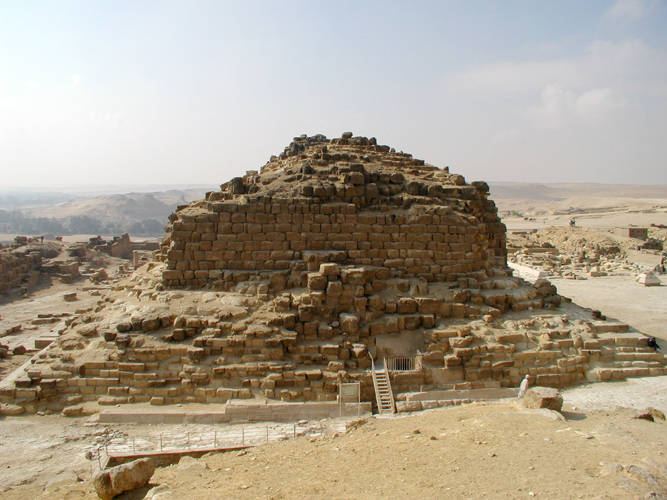
Pirámide G I-b de la reina.

## Tumba
Fue enterrada en Guiza, en una pequeña pirámide junto a la muy famosa de su esposo Kufu (Keops, en griego).